# Brendan Bell
Pour les articles homonymes, voir Bell.
Brendan Bell (né le 31 mars 1983 à Ottawa, dans la province de l'Ontario au Canada) est un joueur professionnel de hockey sur glace évoluant à la position de défenseur.

## Carrière
Réclamé en troisième ronde par les Maple Leafs de Toronto lors du repêchage de 2001 de la Ligue nationale de hockey alors qu'il évolue pour les 67 d'Ottawa de la Ligue de hockey de l'Ontario. Brendan Bell poursuit avec ses derniers jusqu'en 2003, année où il reçoit le titre de meilleur défenseur dans la Ligue canadienne de hockey.
Devenant joueur professionnel par la suite, il rejoint le club affilié aux Maple Leafs dans la Ligue américaine de hockey, les Maple Leafs de Saint-Jean. Il obtient son premier départ en LNH lors de la saison 2005-2006 en disputant une rencontre.
Après avoir commencé la saison suivante en LNH, il est échangé aux Coyotes de Phoenix en retour notamment de Yanic Perreault. Son contrat arrivant à terme au cours de l'été 2008, il signe pour une saison avec les Sénateurs d'Ottawa.
Il rejoint à l'été suivant les Blues de Saint-Louis et s'aligne avec leur club-école, les Rivermen de Peoria jusqu'au 28 décembre 2009, date à laquelle il est échangé aux Blue Jackets de Columbus.

## Statistiques en club
| Saison     | Équipe                    | Ligue      |     | Saison régulière | Saison régulière | Saison régulière | Saison régulière | Saison régulière |   | Séries éliminatoires | Séries éliminatoires | Séries éliminatoires | Séries éliminatoires | Séries éliminatoires |
| Saison     | Équipe                    | Ligue      | PJ  | B                | A                | Pts              | Pun              | PJ               | B | A                    | Pts                  | Pun                  |                      |                      |
| 1999-2000  | 67 d'Ottawa               | LHO        | 48  | 1                | 32               | 33               | 34               | 5                | 0 | 1                    | 1                    | 4                    |                      |                      |
| 2000-2001  | 67 d'Ottawa               | LHO        | 68  | 7                | 32               | 39               | 59               | 20               | 1 | 11                   | 12                   | 22                   |                      |                      |
| 2001-2002  | 67 d'Ottawa               | LHO        | 67  | 10               | 36               | 46               | 56               | 13               | 2 | 5                    | 7                    | 25                   |                      |                      |
| 2002-2003  | 67 d'Ottawa               | LHO        | 55  | 14               | 39               | 53               | 46               | 23               | 8 | 19                   | 27                   | 25                   |                      |                      |
| 2003-2004  | Maple Leafs de Saint-Jean | LAH        | 74  | 7                | 18               | 25               | 72               | -                | - | -                    | -                    | -                    |                      |                      |
| 2004-2005  | Maple Leafs de Saint-Jean | LAH        | 75  | 6                | 25               | 31               | 57               | 5                | 0 | 1                    | 1                    | 2                    |                      |                      |
| 2005-2006  | Marlies de Toronto        | LAH        | 70  | 6                | 37               | 43               | 99               | 5                | 0 | 4                    | 4                    | 10                   |                      |                      |
| 2005-2006  | Maple Leafs de Toronto    | LNH        | 1   | 0                | 0                | 0                | 0                | -                | - | -                    | -                    | -                    |                      |                      |
| 2006-2007  | Maple Leafs de Toronto    | LNH        | 31  | 1                | 4                | 5                | 19               | -                | - | -                    | -                    | -                    |                      |                      |
| 2006-2007  | Coyotes de Phoenix        | LNH        | 14  | 0                | 2                | 2                | 8                | -                | - | -                    | -                    | -                    |                      |                      |
| 2007-2008  | Rampage de San Antonio    | LAH        | 69  | 7                | 24               | 31               | 80               | 7                | 2 | 5                    | 7                    | 10                   |                      |                      |
| 2007-2008  | Coyotes de Phoenix        | LNH        | 2   | 0                | 0                | 0                | 0                | -                | - | -                    | -                    | -                    |                      |                      |
| 2008-2009  | Senators de Binghamton    | LAH        | 15  | 6                | 9                | 15               | 12               | -                | - | -                    | -                    | -                    |                      |                      |
| 2008-2009  | Sénateurs d'Ottawa        | LNH        | 53  | 6                | 15               | 21               | 24               | -                | - | -                    | -                    | -                    |                      |                      |
| 2009-2010  | Rivermen de Peoria        | LAH        | 22  | 4                | 13               | 17               | 26               | -                | - | -                    | -                    | -                    |                      |                      |
| 2009-2010  | Crunch de Syracuse        | LAH        | 49  | 10               | 25               | 35               | 30               | -                | - | -                    | -                    | -                    |                      |                      |
| 2010-2011  | Avangard Omsk             | KHL        | 1   | 0                | 2                | 2                | 0                | -                | - | -                    | -                    | -                    |                      |                      |
| 2010-2011  | HC Bienne                 | LNA        | 29  | 2                | 9                | 11               | 14               | 6                | 0 | 4                    | 4                    | 10                   |                      |                      |
| 2011-2012  | Rangers de New York       | LNH        | 1   | 0                | 0                | 0                | 0                | -                | - | -                    | -                    | -                    |                      |                      |
| 2011-2012  | Whale du Connecticut      | LAH        | 65  | 7                | 26               | 33               | 68               | 5                | 0 | 1                    | 1                    | 4                    |                      |                      |
| 2012-2013  | Frölunda HC               | Elitserien | 21  | 1                | 9                | 10               | 8                | 5                | 1 | 0                    | 1                    | 4                    |                      |                      |
| 2013-2014  | HC Bienne                 | LNA        | 42  | 4                | 13               | 17               | 26               | 5                | 0 | 0                    | 0                    | 6                    |                      |                      |
| 2014-2016  | Admirals de Norfolk       | LAH        | 47  | 1                | 22               | 23               | 20               | -                | - | -                    | -                    | -                    |                      |                      |
| 2014-2015  | Wolves de Chicago         | LAH        | 17  | 1                | 9                | 10               | 6                | 5                | 0 | 2                    | 2                    | 2                    |                      |                      |
| 2015-2016  | HC Bolzano                | EBEL       | 12  | 3                | 5                | 8                | 8                | 1                | 0 | 0                    | 0                    | 0                    |                      |                      |
| Totaux LNH | Totaux LNH                | Totaux LNH | 102 | 7                | 21               | 28               | 51               | -                | - | -                    | -                    | -                    |                      |                      |

### Statistiques en équipe nationale
| Année | Équipe | Compétition                 |   | PJ | B | A | Pts | Pun               |  | Résultat |
| 2003  | Canada | Championnat du monde junior | 6 | 1  | 1 | 2 | 6   | Médaille d'argent |  |          |
| 2010  | Canada | Coupe Spengler              | 5 | 1  | 1 | 2 | 2   | Médaille d'argent |  |          |
| 2013  | Canada | Coupe Spengler              | 4 | 0  | 0 | 0 | 2   | demi-finale       |  |          |

## Honneurs et trophées
- Ligue de hockey de l'Ontario
  - Nommé dans la première équipe d'étoiles en 2003.
- Ligue canadienne de hockey
  - Nommé dans la première équipe d'étoiles en 2003.
  - Nommé le défenseur de l'année au Canada en 2003.
- Championnat du monde junior
  - Remporte la médaille d'argent avec le Canada en 2003.

## Transactions en carrière
- Repêchage 2001 : repêché par les Maple Leafs de Toronto (3e choix de l'équipe, 65e au total).
- 27 février 2007 : échangé par les Maple Leafs avec leur choix de deuxième ronde au repêchage de 2008 (échangé ultérieurement aux Predators de Nashville qui sélectionnent avec ce choix Roman Josi) aux Coyotes de Phoenix en retour de Yanic Perreault et du choix de cinquième ronde des Coyotes au repêchage de 2008 (Les Leafs sélectionnent avec ce choix Joël Champagne).
- 11 juillet 2008 : signe à titre d'agent libre avec les Sénateurs d'Ottawa.
- 31 juillet 2009 : signe à titre d'agent libre avec les Blues de Saint-Louis.
- 28 décembre 2009 : échangé par les Blues avec Tomáš Káňa aux Blue Jackets de Columbus en retour de Pascal Pelletier.
- 20 mai 2010 : signe à titre d'agent libre avec le Avangard Omsk.
- 24 octobre 2010 : signe à titre d'agent libre avec le HC Bienne.
- 9 août 2011 : signe à titre d'agent libre avec les Rangers de New York.
- 13 décembre 2012 : signe à titre d'agent libre avec le Frölunda HC.
- 21 mai 2013 : signe à titre d'agent libre avec le HC Bienne.